# Аснин, Владимир Ильич
Аснин, Владимир Ильич (1904, Кременчуг, Российская империя — 20 ноября 1956, Харьков, УССР, СССР) — советский и украинский психолог, последователь Выготского и представитель Харьковской школы психологии.

## Биография
Окончил Академию коммунистического воспитания им. Н. К. Крупской (1927) и аспирантуру в Украинском научно-исследовательском институте педагогики. Защитил кандидатскую диссертацию в 1936 году. С 1933 года работал преподавателем психологии Харьковского педагогического института, где в 1944—1950 годах руководил кафедрой психологии.

## Научный вклад
В 1930-е годы в сотрудничестве с А. Н. Леонтьевым, А. В. Запорожцем, П. И. Зинченко, П. Я. Гальпериным и другими представителями Харьковской школы психологии разрабатывал основы психологической теории деятельности. К этому периоды относятся его работы по развитию языковых значений и мышления (в соавторстве с Запорожцем), переносу действия и формированию двигательных навыков (в том числе в соавторстве с Леонтьевым) и методологии эмпирического психологического исследования.
В послевоенный период работал над вопросами формирования воли, дисциплинированном поведении учащихся и мотивах деятельности человека. В 1955 году на Украине вышел учебник по психологии, где глава о воле и мотивах деятельности написана Асниным. Работа над монографией на материале исследований формирования дисциплинированности учащихся не была окончена.

## Материалы/фрагменты о личности и научном вкладе Аснина
- Зинченко В. П. (2001). Предмет психологии? Подъём по духовной вертикали. «Человек» N 5 2001 г. Интервью с В. П. Зинченко.
- Зинченко В. П. (2002). «Да, очень противоречивая фигура…». Интервью с В. П. Зинченко 19 ноября 2002 года.
- Van der Veer, R. and van IJzendoorn, M. H. (1985). Vygotsky’s Theory of the Higher Psychological Processes: Some Criticisms. Human Development, 28, 1-9
- В. И. Аснин. Некролог. Вопросы психологии, 1956, #6